# قاتل در شماره ۲۱ زندگی می‌کند
قاتل در شماره ۲۱ زندگی می‌کند (به فرانسوی: L'Assassin habite au 21) یک فیلم کمدی دلهره‌آور فرانسوی است که در سال ۱۹۴۲ به کارگردانی آنری-ژرژ کلوزو و بر پایه رمانی با همان نام ساخته شده‌است. سوزی دوله، پیر فرنه، نوئل روکور و ژان تیسیه در این فیلم ایفای نقش کرده‌اند.